# Венсан Альфонс Гекторович
Альфо́нс (Олекса́ндр) Ге́кторович Венса́н (1844 р., Москва — 14 липня 1888 року) — російський архітектор, автор проекту церкви Іоанна Златоуста у Донському монастирі та інших будівель в Москві та Криму.

## Біографія

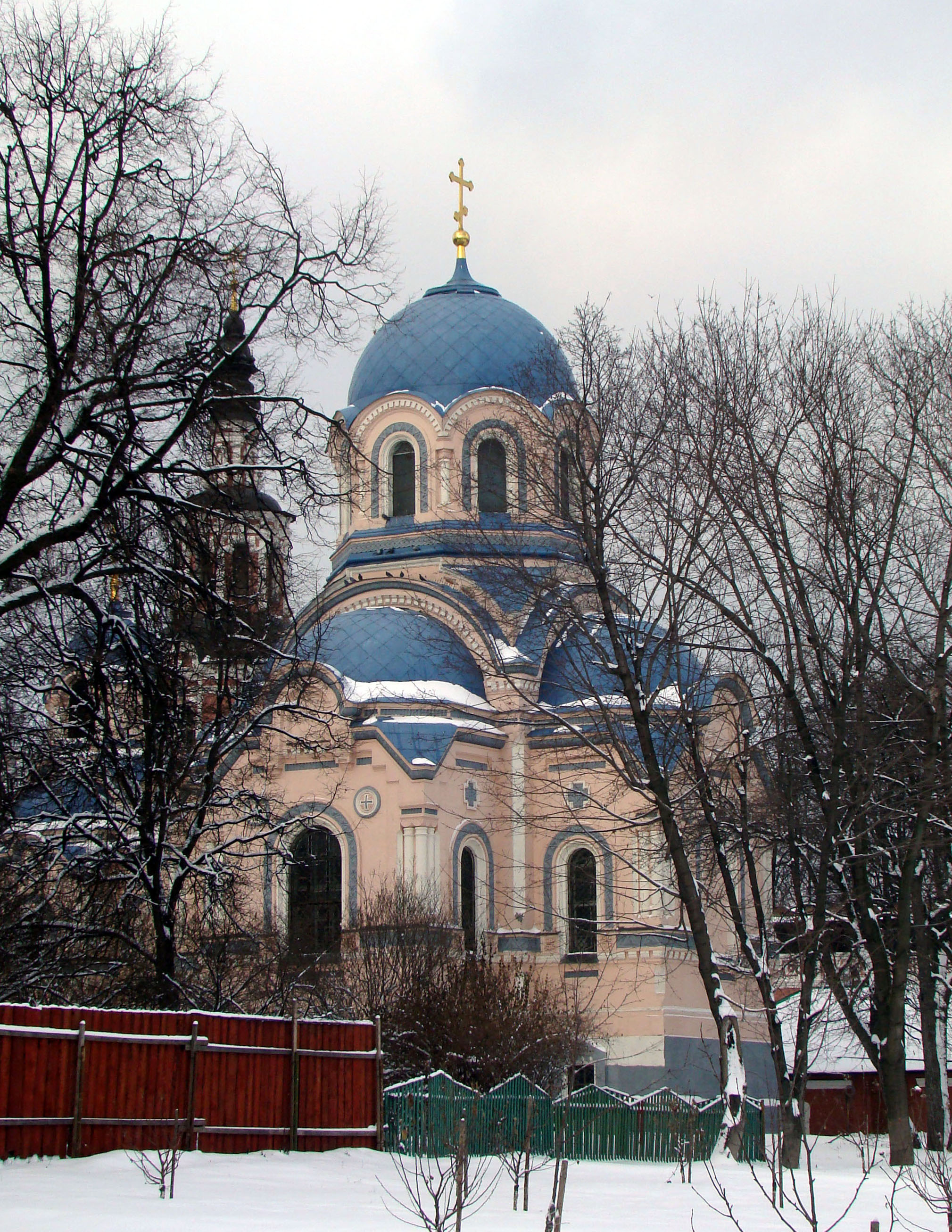
Церква Іоанна Златоуста у Донському монастирі

Народився у 1844 році в Москві. Закінчив Імператорську Академії мистецтв, у 1870 році отримав звання класного художника архітектури. З 1871 року проходив службу в Удільному відомстві, при цьому архітектором імператорського маєтку «Лівадія». У 1877 році отримав звання класного художника архітектури першого ступеня. У 1879–1882 роках працював архітектором Московської удільної контори. У 1883 році прийняв православ'я з ім'ям «Олександр». У 1884 році на посаді доглядача Храму Христа Спасителя. Здійснив будівництво за двома проектами архітекторів Син — архітектор Олександр Венсан.

## Побудови
- Імператорський палац «Ереклик» за проектом Олександра Резанова (Крим);
- Вознесенська церква 1874–1875, Лівадія, Крим)[2];
- Дзвіниця Хрестовоздвиженської церкви за проектом Давида Грімма (1879, Лівадія, Крим)[3];
- Рущукська колона (1879, Лівадія, Крим);
- Маєток князя Б. В. Святополк-Четвертинського, за проектом Петра Бойцова (1887, Москва, Поварська вулиця, 50/53), зараз — Центральний будинок літераторів; об'єкт культурної спадщини регіонального значення Російської Федераці[4];
- Церква-усипальниця Первушин (Церква Іоанна Златоуста) в Донському монастирі (вибудувана після смерті Венсана у 1889–1892 роках Володимиром Шером, Володимиром Гавриловим і Михайлом Івановим; Москва, Донська площа, 1, стор. 14), об'єкт культурної спадщини регіонального значення Російської Федерації[4].